# دوري كرة القدم الإنجليزي 1934–35
دوري كرة القدم الإنجليزي 1934–35 (بالألمانية: Football League First Division 1934/35) هو موسم من دوري كرة القدم الإنجليزي. أقيم خلال الفترة 25 أغسطس 1934م وحتى 4 مايو 1935م، وفاز فيه نادي أرسنال.